# Leonel Coutinho
Leonel Sousa Coutinho (nascido em 22 de abril de 1992 em Vila Real) é um ciclista português, membro da equipa Aviludo-Louletano.

## Biografia
Atleta primeiramente que pratica BTT, Leonel Coutinho passa ao ciclismo de estrada no decorrer do seu primeiro ano cadete em 2007. Obtém rapidamente bons resultados, resultando sobretudo vice-campeão nacional em estrada da sua categoria. Distingue-se igualmente daqui por diante na pista obtendo vários títulos nacionais. Considera-se como um sprinter.
Após duas temporadas passadas nas fileiras do equipa continental portuguesa LA Alumínios-Antarte, Leonel Coutinho integra o clube espanhol Super Froiz para a temporada de 2017. No mês de fevereiro, domina o Memorial Manual Sanroma que consegue ambas etapas bem como a classificação geral da carreira.
Encontra as faixas profissionais em 2018, apanhando a nova formação portuguesa Vito-Feirense-BlackJack.

## Palmarés em estrada

### Por ano
- 2007
  - 2.º do Campeonato de Portugal em estrada cadetes
- 2009
  -     - 4. ª etapa da Volta a Portugal juniores
- 2011
  -     - 3.º e 5. ª etapas da Volta a Portugal do Futuro
- 2012
  - Clássica de Pascua
  - 2. ª etapa da Volta a Portugal do Futuro
- 2013
  - Prova de Abertura
  - Clássica de Pascua
- 2014
  - Circuito de Moita
- 2017
  - Memorial Manual Sanroma :
    - Classificação geral

  - 1.ª e 2. ª etapas
  - Grande Prêmio Peregrina
  - 1.ª etapa da Volta a Galiza (contrarrelógio por equipas)

### Classificações mundiais
| Ano             | 2014   |
| UCI Europe Tour | 1 057. |

## Palmarés em pista

### Campeonato de Portugal
- 2009
  -  Campeão de Portugal de perseguição juniores
- 2010
  -  Campeão de Portugal de perseguição por equipas juniores (com Rui Rodrigues, Albino Oliveira e Francisco Viana)
- 2011
  -  Campeão de Portugal de velocidade esperanças
- 2012
  -  Campeão de Portugal de velocidade esperanças
- 2014
  -  Campeão de Portugal de perseguição por equipas esperanças (com Samuel Magalhães, Ricardo Teixeira e Paulo Cunha)